# 九州山十郎
九州山 十郎（きゅうしゅうざん じゅうろう、1889年5月12日 - 1927年1月7日）は、福岡県鞍手郡（現：福岡県北九州市）出身で入間川部屋（入門時は出羽ノ海部屋）に所属した大相撲力士。本名は中西（旧姓：青山） 十郎（なかにし じゅうろう）。最高位は東大関。

## 来歴
1889年5月12日に福岡県鞍手郡（現：福岡県北九州市）で生まれる。地元・福岡の遠賀川で船頭をしていたが、大の相撲好きが高じて草相撲の大関を張っていた。1911年のある日、佐賀県へ常陸山谷右衛門の一行が巡業に来た際に見に行くと、その場にいた両國梶之助からスカウトされて出羽ノ海部屋へ入門、同年6月場所に幕下付出で初土俵を踏んだ。
「草相撲の大関」という看板は伊達ではなかったのか、1914年1月場所では早くも十両昇進、さらに1915年6月場所で新入幕を果たした。この時にスカウトした両国梶之助が引退して入間川部屋を創設したため、移籍している。
入幕後は2場所で僅か2敗（うち2預1休）しかしていない好成績を挙げ、1917年5月場所で小結、1918年1月場所で関脇、同年5月場所で大関へそれぞれ昇進した。1月場所の成績は4勝3敗1預2休と平凡だったが、この場所で大関だった栃木山守也が横綱に昇進したことで大関が空位となったことで運良く昇進できたものだった。しかし、新大関の場所を1勝1預8休と途中休場し、1919年1月場所は5勝5敗でありながら同年5月場所で小結に降格してしまい、せっかく昇進した大関の地位を僅か2場所で明け渡すことになった。これは直前場所を皆勤し五分の星でありながら大関から陥落した最後の例となっている。それ以降も病気のために急速に衰え、1922年1月場所を最後に現役を引退した。
引退後は年寄・稲川を襲名したものの、なおも病魔に襲われ続け、1927年1月7日に死去、37歳没。

## 人物
短躯肥満・肩幅が広くて上半身が逞しく、この体型を生かした鋭い出足の突き押しで鳴らした。敵方（当時は東西制）の鳳谷五郎に強く、3勝2敗と勝ち越して「鳳キラー」ぶりを発揮している。
福岡出身であり九州男児らしい剛胆な性格で知られ、ある日、師匠・入間川を脅しに来た悪人を退治したところ、逆恨みで仇討ちに来た悪人仲間に囲まれたことがあった。しかし九州山は「命が欲しきゃ、持ってきねえ」と言って横になったまま動じる様子もなかったので、悪人仲間は気圧されて尻尾を巻いたという。その反面、気性が強過ぎたのか、同部屋だった宮城山福松（当時は岩手川）が三段目に昇進したご褒美に大銀杏を結ってもらったところを「生意気だ!」と殴ってしまい、部屋を逃げて大坂相撲へ移籍するきっかけを作ってしまった（のちに和解）。しかし、大関から陥落した際には隅田川へ投身自殺を考えたほど落ち込んだとも伝わる。

## 主な成績
- 通算成績：67勝44敗6預41休[1] 勝率.603
- 幕内成績：57勝37敗5預41休 勝率.606
- 大関成績：6勝5敗1預8休 勝率.545
- 現役在位：19場所
- 幕内在位：14場所
- 大関在位：2場所
- 三役在位：3場所（関脇1場所、小結2場所）
- 金星：1個（鳳1個）
- 各段優勝：幕下優勝1回（1913年5月場所）

### 場所別成績
| 1911年 （明治44年） | x                       | 幕下付出 –             |
| 1912年 （明治45年） | 東幕下29枚目 –          | 東幕下23枚目 –         |
| 1913年 （大正2年） | 東幕下6枚目 3–2         | 東幕下筆頭 優勝 5–0    |
| 1914年 （大正3年） | 西十両4枚目 2–5         | 西十両14枚目 4–1       |
| 1915年 （大正4年） | 西十両3枚目 4–1 (1預)   | 東前頭15枚目 7–1 (1預) |
| 1916年 （大正5年） | 東前頭5枚目 8–1–1 ★     | 東前頭2枚目 6–4        |
| 1917年 （大正6年） | 西前頭筆頭 6–4          | 西小結 7–3             |
| 1918年 （大正7年） | 東関脇 4–3–2 (1預)      | 東大関 1–0–8 (1預)     |
| 1919年 （大正8年） | 東大関 5–5              | 東小結 0–0–10          |
| 1920年 （大正9年） | 東前頭3枚目 1–4–5       | 西前頭12枚目 3–2–5     |
| 1921年 （大正10年） | 西前頭5枚目 5–4 (1預)   | 東前頭3枚目 4–6        |
| 1922年 （大正11年） | 東前頭5枚目 引退 0–0–10 | x                      |
| 各欄の数字は、「勝ち-負け-休場」を示す。 優勝 引退 休場 十両 幕下 三賞：敢=敢闘賞、殊=殊勲賞、技=技能賞 その他：★=金星 番付階級：幕内 - 十両 - 幕下 - 三段目 - 序二段 - 序ノ口 幕内序列：横綱 - 大関 - 関脇 - 小結 - 前頭（「#数字」は各位内の序列） |                         |                        |

（幕下以下の地位は小島貞二コレクションの番付実物画像による）